# Mogome
Mogome is een dorp in het district Central in Botswana. De plaats telt 540 inwoners (2011).